# Richard Aldington

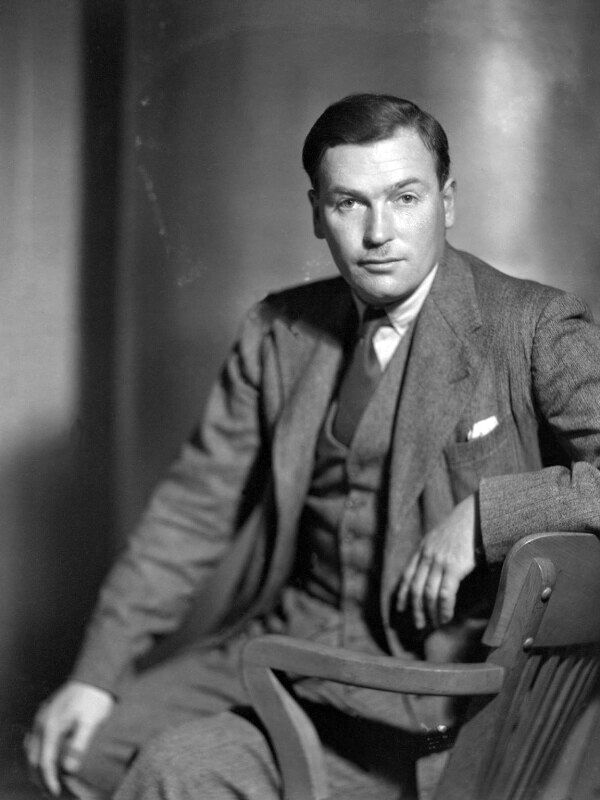
Aldington, 1931

Richard Aldington (8 de julio de 1892 – 27 de julio de 1962), cuyo nombre de pila fue Edward Godfree Aldington, fue un escritor y poeta británico. Conocido por su poesía acerca de la Primera Guerra Mundial, su novela Muerte de un Héroe (Death of a Hero) de 1929 y la creciente controversia por la biografía de Thomas Edward Lawrence que redactó en 1955.

## Biografía
Aldington nació en Portsmouth y fue educado en el Dover College y en la Universidad de Londres; no pudo completar su graduación, debido a las circunstancias financieras de su familia.
Su poesía fue asociada con el grupo llamado Imagenista y su obra forma parte de casi un tercio de la antología inaugural Imagenista llamadas Des Imagistes (1914).
En el año 1915, Aldington y su esposa, la poetisa Hilda Doolittle, más conocida como H.D., se mudaron a Londres. Su relación se volvió tirante por intereses románticos externos y el hecho de que naciera muerto el hijo de ambos. Entre los años 1914 y 1916 fue el editor literiario de The Egoist. Sirvió en el frente occidental entre 1916 y 1918, pero nunca se pudo recuperar completamente de dicha experiencia.
Finalmente, Aldington se divorció de su esposa en 1938. Habían estado separados desde 1919 y mantuvieron varias relaciones subsecuentes; sin embargo permanecieron como amigos por el resto de sus vidas.
La Muerte de Un Héroe (Death of a Hero), publicada en el año 1929 fue su respuesta literaria a la guerra...
En 1930 publicó una traducción del Decamerón subida de tono. En 1942, comenzó a escribir biografías. La primera de ellas acerca de Wellington llamada El Duque: Haciendo un Recuento de la Vida y logros de Arthur Wellesley, Primer Duque de Wellington.
En 1955 publica una biografía sobre Thomas Edward Lawrence (Lawrence de Arabia) que contenía muchas afirmaciones controvertidas, las cuales con el tiempo han probado ser verdaderas, pero su naturaleza iconoclasta arruinó su popularidad en Inglaterra, la cual nunca pudo recuperar completamente.
Aldington vivió en Provence, Montpellier y Aix-en-Provence. Falleció en Francia en 1962, poco después de haber recibido honores y reconocimientos en Moscú con ocasión de su septuagésimo cumpleaños.

## Obras
- Images (1910 – 1915) (1915) as Images - Old and New (1916) (US)
- Images of Desire (Elkin Mathews, 1919)
- Images of War (1919)
- War and Love: Poems 1915-1918 (1919)
- Greek Songs in the Manner of Anacreon (1919) translator
- A Book of 'Characters' from Theophrastus, Joseph Hall, Sir Thomas Overbury, *Nicolas Breton, John Earle
- Hymen (Egoist Press, 1921) with H. D.
- Medallions in Clay (1921)
- The Good-Humoured Ladies: A Comedy by Carlo Goldoni (1922) translator, with *Arthur Symons
- Exile and other poems (1923)
- Literary Studies and Reviews (1924) essays
- A Fool I' the Forest: A Phantasmagoria (1924) poem
- Voltaire (1925)
- French Studies and Reviews (1926)
- The Love of Myrrhine and Konallis: and other prose poems (1926)
- Cyrano De Bergerac, Voyages to the Moon and the Sun (1927)
- D. H. Lawrence: An Indiscretion (1927)
- Collected Poems (1928)
- Death of a Hero: A Novel (1929)
- The Eaten Heart (Hours Press, 1929) poems
- A Dream in the Luxembourg: A Poem (1930)
- At All Costs (1930)
- D. H. Lawrence: A Brief and Inevitably Fragmentary Impression (1930)
- Last Straws (1930)
- Two Stories (Elkin Mathews, 1930)
- Balls and Another Book for Suppression (1931)
- The Colonel's Daughter: A Novel (1931)
- Stepping Heavenward: A Record (1931) satire aimed at T. S. Eliot
- Soft Answers (1932) five short novels
- All Men Are Enemies: A Romance (1933)
- Last Poems of D. H. Lawrence (1933) edited with Giuseppe Orioli
- Poems of Richard Aldington (1934)
- Women Must Work: A Novel (1934)
- D. H. Lawrence (1935)
- Life Quest (1935) poem
- Life of a Lady: A Play in Three Acts (1936) with Derek Patmore
- The Crystal World (1937)
- Very Heaven (1937)
- Seven Against Reeves: A Comedy-Farce (1938) novel
- Rejected Guest (1939) novel
- W. Somerset Maugham; An Appreciation (1939)
- A Life of Wellington: The Duke (1946)
- The Romance of Casanova: A Novel (1946)
- The Strange Life of Charles Waterton 1782-1865 (1949)
- Ezra Pound and T. S. Eliot, A Lecture (Peacocks Press, 1954)
- A. E. Housman & W. B. Yeats: Two Lectures (Hurst Press, 1955)
- Introduction to Mistral (1956)
- Frauds (1957)
- Portrait of a Rebel: The Life and Work of Robert Louis Stevenson (1957)
- Wikiquote alberga frases célebres de o sobre Richard Aldington.

- Datos: Q514998
- Multimedia: Richard Aldington / Q514998
- Citas célebres: Richard Aldington